# Fuck You!
«Fuck You!» (estilizado como "F**k You!"), también titulado Forget You o FU para las versiones editadas, es un sencillo del rapero estadounidense Cee Lo Green. Fue lanzado el 19 de agosto de 2010 como el primer sencillo de su tercer álbum de estudio, The Lady Killer. 
Logró el número uno en las listas musicales de Estados Unidos, Reino Unido, Países Bajos y Escocia. El sencillo obtuvo un disco de platino en Nueva Zelanda y Reino Unido, tres discos de platino en Australia y Canadá, cinco discos de platino en Estados Unidos, y uno de oro en Dinamarca.

## Video musical
Inicialmente, un lyric video de «Fuck You» fue lanzado en YouTube el 19 de agosto de 2010, con la tipografía cinética, con la letra de la canción que aparece en diferentes fondos de color con grano de película superpuestos en el video. Lo mismo se hizo en las versiones alemán y español del vídeo, la traducción de las letras, a pesar de las voces quedaron en Inglés.
El vídeo musical oficial fue lanzado el 1 de septiembre de 2010. Dirigido por Matt Stawski y filmado en un restaurante situado en la zona de Sun Valley de Los Ángeles. Siempre teniendo lugar en un restaurante, el vídeo narra las desventuras de Cee Lo con una chica conocida como «The Heartbreaker» (Rompecorazones en español). En un principio, un infante Cee Lo va a cenar con sus padres y ve a Rompecorazones sentada con otro chico. Él se acerca y le ofrece jugar con su camión de basura de juguete, pero ella no le hace caso y se va con el otro chico, que tiene un juguete Ferrari F40. Pasa el tiempo y en sus años de secundaria, el joven Cee Lo trabaja en el restaurante como lavaplatos. Intenta conquistar a Rompecorazones con un ramo de flores, pero se resbala sobre las patatas fritas que deliberadamente tira otro chico. Las flores salen volando y caen en las piernas de una chica mucho más joven, mientras Rompecorazones hace una sonrisa burlona. Durante sus años universitarios, Cee Lo estudia en el comedor con otra mujer que parece ser su tutora de música. Luego intenta conquistar a Rompecorazones enviando con  la camarera un plato con un hot dog y un corazón dibujado con ketchup en el plato, pero Heartbreaker se le acerca con una cesta de papas fritas y las voltea sobre su camisa, dejando una gran mancha de ketchup, causando que los comensales se rían de él. Cee Lo pasa por una epifanía y el vídeo avanza hasta la actualidad, cuando Cee Lo es ahora conocido como «The Lady Killer» y tiene un elegante Cadillac Eldorado con sus coristas en el asiento trasero. Él conduce frente al restaurante y encuentra a Rompecorazones trabajando allí, barriendo la entrada principal, mientras que otros bailan detrás de ella. Desde su auto Cee Lo brevemente agita sus lentes con la mano para saludarla antes de partir. El plano final es de él saludando a la cámara y las palabras «The Lady Killer» que aparecen en la pantalla, antes de que la toma se congele.
La versión radio edit del video contiene elementos regrabado que han sido mezclados con piezas de la original, sobre todo cuando Cee Lo es en la pantalla y que está cantando alternativas letras, pero no se muestra cantando las letras limpias en el coro titular. Algunas partes del video tienden a congelar durante una fracción de segundo cuando una letra expurgada se articuló para evitar que los labios puedan ser leídos. Al inicio de la versión explícita, la madre de la joven Cee Lo Green se puede ver que mirar muy sorprendido y le toca el hombro para hacerle dar la vuelta cuando vio por primera jura. Esto no ocurre en la versión limpia.

## Versiones
- La canción se incluyó en el 16 de noviembre de 2010 del episodio de Glee, «The Substitute», sobre el cual Gwyneth Paltrow cantó el plomo, y fue incluido en la banda sonora de Glee: The Music, Volume 4.
- Vains of Jenna versionaron la canción «Fuck You» en el álbum Reversed Tripped.
- En la película Los Muppets, Camilla y los pollos cantan una versión de la canción en la que decían sólo «Bok!» o «Bawk!»
- Sleeping with Sirens versionaron la canción «Fuck You» en el álbum Punk Goes Pop 4.
- El trío musical mexicano, Vazquez Sounds, versionaron la canción «Forget You».[2] Su versión de la canción fue certificado de oro en México.[3]
- En un episodio de The Cleveland Show, versionaron la canción «Fuck You», Principle Faquardt y su banda "The Fluffers" interpretó la canción en un estilo barbershop.

## Lista de canciones
- Forget You

1. "Forget You" – 3:42
2. "Fuck You" – 3:42

- FU (Radio edit)[4]

1. "FU" - 3:42
2. "FU" - 3:42

- Fuck You

Sencillo en CD
1. "Fuck You" – 3:42
2. "Georgia" – 3:46

Maxi-Single
1. "Asshole!" – 3:42
2. "Forget You" – 3:42
3. "Forget You" (Le Castle Vania remix) – 4:38
4. "Georgia" – 3:46
5. "Grand Canyon" – 3:27
6. "Fuck You" (video) - 3:42

Digital Single
1. "Fuck You" – 3:42
2. "Forget You" – 3:42
3. "Fuck You" (video) – 3:42
4. "Fuck You" (lyric video) – 3:42

12" Vinyl single
1. "Fuck You" - 3:42
2. "Fuck You" (Instrumental) - 3:42

- Fuck You (Heartbreaker)

1. "Fuck You (Heartbreaker)" (con 50 Cent) - 4:05

- Thank You

1. "Thank You" - 4:01

## Posicionamiento en listas
| Listas (2010–2011)                     | Mejor posición |
| -------------------------------------- | -------------- |
| Alemania (Offizielle Deutsche Charts)  | 11             |
| Australia (ARIA)                       | 5              |
| Bélgica (Flandes) (Ultratop 50)        | 12             |
| Bélgica (Valonia) (Ultratop 50)        | 27             |
| Canadá (Canadian Hot 100)              | 7              |
| Dinamarca (Tracklisten)                | 2              |
| Escocia (Scottish Singles Sales Chart) | 1              |
| Eslovaquia (Rádio Top 100)             | 3              |
| Estados Unidos (Billboard Hot 100)     | 2              |
| Estados Unidos (Alternative Airplay)   | 33             |
| Estados Unidos (Hot R&B/Hip-Hop Songs) | 57             |
| Estados Unidos (Mainstream Top 40)     | 1              |
| Estados Unidos (Adult Top 40)          | 2              |
| Estados Unidos (Adult Contemporary)    | 13             |
| European Hot 100                       | 3              |
| Francia (SNEP)                         | 86             |
| Hungría (Rádiós Top 40)                | 5              |
| Irlanda (IRMA)                         | 6              |
| Israel (Media Forest)                  | 2              |
| Japón (Japan Hot 100)                  | 52             |
| Nueva Zelanda (Recorded Music NZ)      | 5              |
| Países Bajos (Mega Single Top 100)     | 3              |
| Reino Unido (UK Singles Chart)         | 1              |
| Reino Unido (UK R&B Chart)             | 1              |
| República Checa (Rádio Top 100)        | 21             |
| Suecia (Sverigetopplistan)             | 6              |
| Suiza (Schweizer Hitparade)            | 13             |

## Historial de lanzamientos
| País           | Fecha                | Formato   | Discográfica |
| -------------- | -------------------- | --------- | ------------ |
| Estados Unidos | 19 de agosto de 2010 | CD single | Elektra      |
| Reino Unido    | 4 de octubre de 2010 | CD single | Elektra      |